# لوكاس لاكو
لوكاس لاكو من مواليد 3 نوفمبر 1987، هو لاعب كرة مضرب سلوفاكي أفضل ما حققه هو الوصول للتصنيف 60 على العالم في فردي الرجال و 213 في الزوجي.

## سنة التألق
في بطولة أستراليا المفتوحة 2010 خسر في الدور الثاني على يد حامل اللقب والمصنف الثاني عالمياً وقتها الأسباني رافاييل نادال 2-6، 2-6، 2-6 وهذا أفضل دور وصل له في هذه البطولة.
أما في بطولة فرنسا المفتوحة 2010 لعب لاكو أطول مباراة في مسيرته الاحترافية والتي هزم فيها الأمريكي مايكل ياني بنتيجة 6-4 و 6-7 (5)، 6-7 (4)، 7-6 (5)، 12-10. والتي استمرت ليومين بسبب استمرارها حتى المساء في اليوم الأول، واستمرت المباراة في اليومين معاً 4 ساعات و56 دقيقة.
في بطولة ويمبلدون استطاع لاكو الفوز على المصنف 24 في البطولة القبرصي ماركوس باجداتيس في أربع مجموعات ثم انهزم أمام الفرنسي جيرمي شاردي في الدور الثاني.
في اتلانتا 2010 هزم لاكو بطل العالم السابق الأسترالي ليتون هيويت.
أما في اخر بطولات الجراند سلام بطولة أمريكا المفتوحة 2010 انهزم لاكو في الدور الأول أمام البريطاني أندي موراي بثلاث مجموعات نظيفة.

## البطولات (5)

### الفردي (3)
| الفئة                    |
| الجراند سلام (0)         |
| كأس الأساتذة (0)         |
| سلسلة دورات الأساتذة (0) |
| البطولات الدولية (0)     |
| بطولات التحدي (3)        |

| نوع الأرضية التي فاز فيها |
| صلبة (3)                  |
| عشبية (0)                 |
| ترابية (0)                |
| سجاد (0)                  |

| الرقم. | التاريخ         | البطولة             | نوع الأرضية | الخصم في النهائي | نتيجة المباراة   |
| 1.     | 15 أكتوبر, 2007 | كولدينج، الدانمارك  | صلبة        | جيل مولر         | 7–6(3), 6–4      |
| 2.     | 18 مايو, 2009   | فيرجانا، أوزبكستان  | صلبة        | صامويل غروث      | 4–6, 7–5, 7–6(4) |
| 3.     | 26 أكتوبر, 2009 | سول، كوريا الجنوبية | صلبة        | دوسان لويد       | 6–4, 6-2         |

### الزوجي (2)
| الفئة                    |
| الجراند سلام (0)         |
| كأس الأساتذة (0)         |
| سلسلة دورات الأساتذة (0) |
| البطولات الدولية (0)     |
| بطولات التحدي (2)        |

| نوع الأرضية التي فاز فيها |
| صلبة (2)                  |
| عشبية (0)                 |
| ترابية (0)                |
| سجاد (0)                  |

| الرقم. | التاريخ        | البطولة          | نوع الأرضية | الزميل         | الخصم في النهائي                | نتيجة المباراة |
| 1.     | 24 أبريل, 2006 | ديهارواد، الهند  | صلبة        | كميل كابكوفيتش | سونشاي رامايانا سونشات راتفاتنا | 6-3, 7-5       |
| 2.     | 7 سبتمبر, 2009 | سانت ريمي، فرنسا | صلبة        | جيري كريكوزكا  | روبن بيملمانس نيلز ديسيين       | 6-1, 3-6, 10-3 |